# Ralph Kahnt
Ralph Kahnt (* 2. März 1957) ist ein ehemaliger deutscher Fußballtorwart. Zwischen 1979 und 1983 spielte er in der DDR-Oberliga, der höchsten Spielklasse im DDR-Fußball, für die BSG Chemie Leipzig.

## Sportliche Laufbahn
In der Rückrunde der DDR-Liga-Saison 1978/79 tauchte 22-jährige Ralph Kahnt erstmals als Torwart im Aufgebot der Betriebssportgemeinschaft (BSG) Chemie Leipzig auf. Als Ersatz für die beiden Torhüter Hubert Suchantke und Reinhard Menzel wurde er in drei Ligaspielen und sechsmal in der Aufstiegsrunde zur Oberliga eingesetzt. Die BSG Chemie schloss die Aufstiegsrunde mit Platz zwei ab und spielte 1979/80 in der Oberliga, und im Spieleraufgebot wurde Kahnt als Torwart Nr. 1 aufgeführt. Tatsächlich gab Trainer Dieter Sommer dem bisherigen Stammtorhüter Suchantke den Vorzug, während Kahnt diesen nur bei dessen Verletzungspausen vertrat und so nur zu 13 Oberligaeinsätzen kam. Die BSG  Chemie musste bereits nach einer Spielzeit die Oberliga wieder verlassen. Zur DDR-Liga-Saison 1980/81 wurde Torwart Suchantke zum Mannschaftskapitän bestimmt und Kahnt rückte offiziell wieder ins zweite Glied. Als Suchantkes Ersatz kam Kahnt nur in neun Punktspielen zum Einsatz. Im Mai 1981 wurde er zum Wehrdienst in der Nationalen Volksarmee eingezogen. Erst zur Saison 1983/84 tauchte er wieder Fußballspieler beim Oberligaaufsteiger BSG  Chemie Leipzig auf. In den offiziellen Saisonaufgeboten wurde er als zweiter Torwart hinter der neuen Nummer 1 Jörg Saumsiegel aufgeführt. Zum Einsatz kam Kahnt in der Oberliga nur für 45 Minuten, als er am 13. Spieltag in der 2. Halbzeit für Saumsiegel eingewechselt wurde. Danach tauchte er nicht mehr im überregionalen Spielbetrieb auf.